# 平坂街道

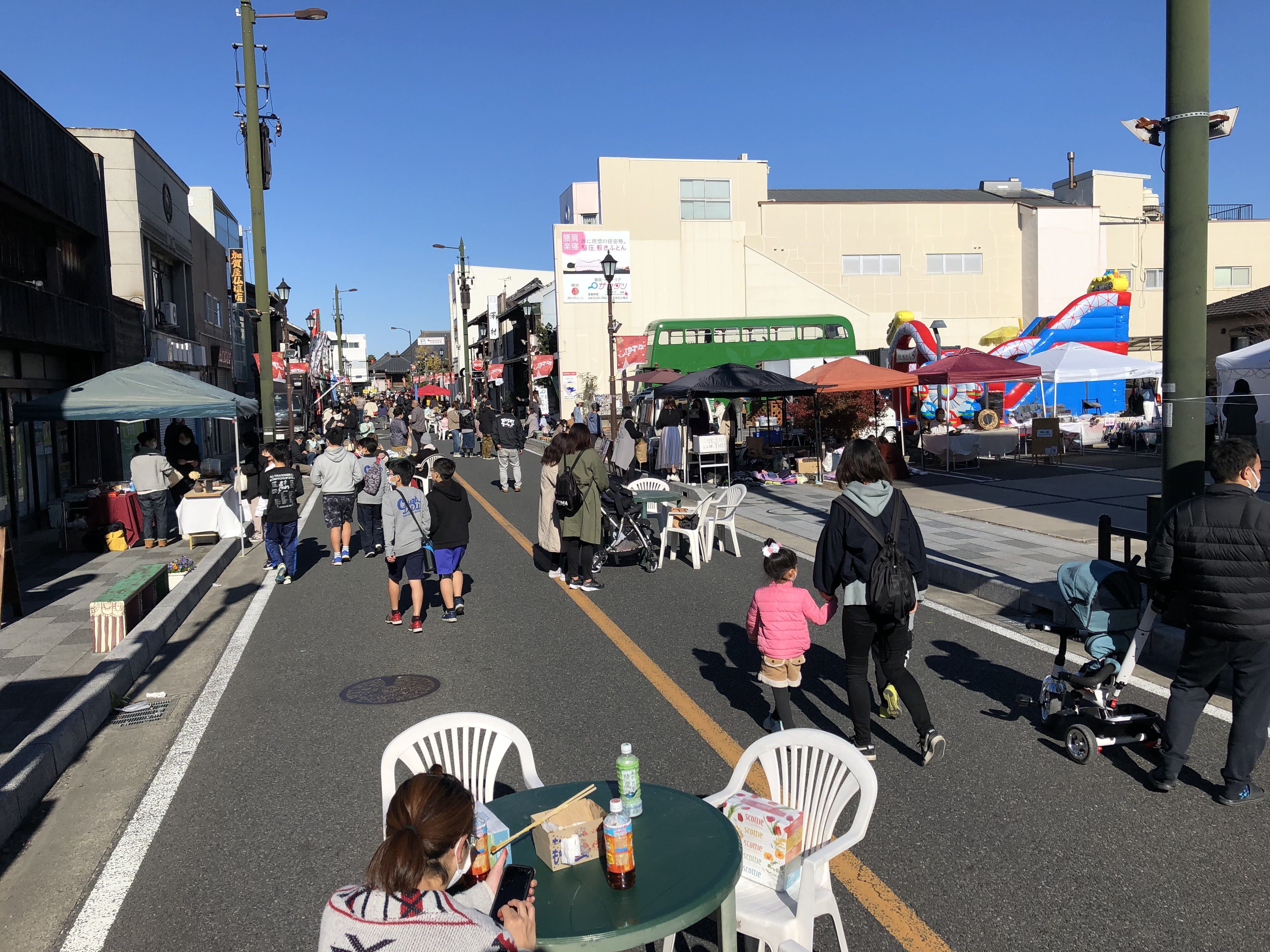
平坂街道。愛知県西尾市本町。

平坂街道（へいさかかいどう）は、東海道の小坂井（愛知県豊川市小坂井町）から分岐し、ここを起点として、「平坂湊」（同県西尾市平坂町）に至る約40キロメートルの街道である。三河南部海岸地帯を横断し、三河木綿や塩を運ぶ主要な通商路であった。

## 概要
東海道（現在の愛知県道496号白鳥豊橋線）の小坂井で西へ分岐し、愛知県道384号小坂井御津線を進む。途中、JR東海道本線で「平坂街道踏切」を渡る。県道をそのままJR東海道本線 愛知御津駅方向に進み、駅前で南西に折れて県道528号線方向に進む。大塚の街並みを通り抜け、星越峠を大きく越して三谷に入り、蒲郡の市街地を横断する。途中、竹谷で幡豆街道との分岐点があり、平坂街道は眺海橋通りを潜って深溝方面へ行く。上六栗･桐山･須美･平原などの山間の集落を通ると、駒場で吉良道と交わる。江原橋を渡って八ツ面山の南麓を通り、熊味では土呂西尾道と交わる。三河の小京都と呼ばれる西尾の街並みを通り抜け、住崎から羽塚を通って、平坂で終点である平坂湊に辿り着く。

### 星越峠
平坂街道は蒲郡市の大塚から三谷に至る間の星越峠を大きく峠越えする。星越峠の南にある星越海岸沿いに国道23号（現・県道528号線）が整備され、また星越峠に国道247号の星越バイパスが切通しでつくられると、幹線である平坂街道は次第にこの区間での交通量が減った。

### 羽塚の街並み
大正期の羽塚には荷馬車、大八車などを製造する車屋が4軒あって、街道を往来する車はここで製造･修理された。平坂街道の南側には並行するように名鉄平坂支線が敷かれていたが、1960年に廃線になった。

### 平坂湊
矢作川下流左岸東800メートルに位置し、国道247号沿いにある。平坂湊は江戸時代に西尾藩の外港であったばかりでなく、西三河各藩の年貢米の積み出し港でもあったので、港には米蔵が建ち並び、常に多くの人夫が積荷を扱っていた。三河木綿などの特産物も平坂湊から江戸へ送られた。
明治になり年貢米を江戸･大阪に運ぶ必要がなくなったことが港を衰退させた。現在は護岸整備が行き届き、港の左右はコンクリートの堤防ができている。港に漁船が点々と繋留していて、当時の面影はない。
かつては平坂湊（港前駅）から西尾駅まで名鉄平坂支線が運行されていたが、1960年に廃止されている。

## 平坂街道の産業
平坂街道南の海岸地域は古来より製塩業が盛んであった。大塚塩は平坂街道を東に行き小坂井から伊那街道を通って信州伊那に運ばれ、饗庭塩･生田塩などは平坂湊で船積みされ、矢作川を北上して岡崎城下で降ろされて足助街道で運ばれた。いわゆる「塩の道」としての太平洋側からの塩の起点は、三河南部海岸地域から発するものであった。

## 通過する現在の市町村
- 愛知県
  - 豊川市
  - 蒲郡市
  - 額田郡幸田町
  - 西尾市

## 接続する路線
- 伊那街道
- 東海道
- 蒲郡街道
- 相楽ヒメハルロード
- 市役所通り
- 柏原街道
- 緑地公園通り
- 吉良道
- 西尾街道

## 踏襲する現代の主な道路
- 愛知県道384号小坂井御津線の一部
- 国道23号の一部
- 愛知県道372号大塚国府線の一部
- 愛知県道383号蒲郡碧南線の一部
- 愛知県道43号岡崎碧南線の一部
- 愛知県道301号西尾新川港線の一部

## 街道の周辺

### 主な沿線の施設一覧
- 傑仙塚
- 佐脇刀禰太夫供養塔
- 御所橋･御所宮行在所跡
- 丸山古墳
- 稲石佐平碑
- 光明寺
- 星越峠
- 光昌寺の道標地蔵石仏
- 本町十王堂
- 信光寺
- 浄夢院
- 日向山古墳
- 東光寺遺跡
- 向野の首塚
- 金ヶ崎の名古道標
- 如意寺
- 平原の滝
- 家武町の道標地蔵石仏
- 八ツ面山の道標地蔵石仏
- 八ツ面山
- 久麻久神社
- 伊文神社の義倉蔵
- 山下の地蔵石仏

### 常夜灯一覧
| 所在地                    | 建立年           |
| ------------------------- | ---------------- |
| 豊川市小坂井町 伊奈北村   | 1791（寛政9）年  |
| 豊川市御津町下佐脇市場    | 1846（弘化3）年  |
| 豊川市御津町下佐脇 正眼寺 | 1792（寛政4）年  |
| 豊川市御津町下佐脇鎌田    | 1829（文政10）年 |
| 豊川市御津町赤根 郷中     | 1811（文化8）年  |
| 豊川市御津町大草 郷中     | 1819（文政2）年  |
| 豊川市御津町御馬 浄願寺   | 不明             |
| 蒲郡市大塚町 素盞鳴神社   | 1812（文化9）年  |
| 蒲郡市大塚町上中島        | 1873（明治6）年  |
| 蒲郡市大塚町西島          | 1811（文化8）年  |
| 蒲郡市大塚町下長尾        | 1810（文化7）年  |
| 蒲郡市三谷町 天白神社     | 1804（文化元）年 |
| 蒲郡市三谷町六舗 秋葉社   | 1803（享和3）年  |
| 蒲郡市本町 十王堂         | 1804（文化元）年 |
| 蒲郡市中央本町 薬証寺     | 1803（享和3）年  |
| 蒲郡市旭町 八柱神社       | 1803（享和3）年  |
| 蒲郡市栄町 犬飼集会所     | 1825（文政8）年  |
| 蒲郡市竹谷町 江畑八幡社   | 1812（文化9）年  |
| 蒲郡市元町                | 不明             |
| 額田郡幸田町市場          | 不明             |
| 額田郡幸田町舟山          | 1891（明治24）年 |
| 西尾市平原町              | 1897（明治30）年 |
| 西尾市家武町              | 1848（弘化5）年  |
| 西尾市駒場町              | 1831（天保2）年  |
| 西尾市岡島町              | 安政             |
| 西尾市江原町              | 1809（文化6）年  |
| 西尾市満全町              | 1826（文政9）年  |
| 西尾市山下町              | 1935（昭和10）年 |
| 西尾市住崎町              | 1844（天保15）年 |
| 西尾市羽塚町              | 1846（弘化3）年  |
| 西尾市平坂町              | 1839（天保10）年 |